# Campo de Montiel (Ciudad Real)
El Campo de Montiel de Ciudad Real es una comarca administrativa, judicial y eclesiástica de la provincia de Ciudad Real y constituye la mitad de una altiplanicie que se alza sobre la llanura de La Mancha y bajo Sierra Morena y la sierra de Alcaraz (España). La otra mitad de la comarca natural se halla en la provincia de Albacete.
El sector ciudadrealeño, se corresponde prácticamente con el denominado Campo de Montiel histórico (a excepción de Ossa de Montiel, que fue desgajada a favor de Albacete), antes de la división provincial actual de inicios del siglo XIX, más alguna de las villas del antiguo partido de Alcaraz de la provincia de La Mancha, que se integraron en la actual provincia de Ciudad Real, como Villanueva de la Fuente, que durante largo tiempo estuvo en discusión entre el arzobispado de Toledo (Alcaraz) y la Orden de Santiago (Campo de Montiel).
Con el nombre de Montiel, es también una de las comarcas en que la Diputación de Ciudad Real divide la provincia.
Villanueva de los Infantes es a partir de 1572 la cabecera de la comarca, y aunque no es la villa más poblada de la comarca histórica (lo es La Solana, que no obstante no pertenece a la comarca de Montiel fijada por la Diputación), tuvo los mayores abolengos culturales y jurisdiccionales: sede de la cabecera del partido judicial, y del Registro de la Propiedad, entre otros servicios generales principales. La capitalidad pasó desde Montiel a Membrilla y a Infantes en el siglo XVI. Villanueva de los Infantes fue considerada además, capital del antigua delimitación del Campo de Montiel y centro del Priorato de Santiago; recibiendo al final del XIX el título de ciudad.

## Municipios
| Municipio                  | Población | Superficie | Densidad |
| -------------------------- | --------- | ---------- | -------- |
| Villanueva de los Infantes | 5854      | 135,06     | 43,34    |
| Villanueva de la Fuente    | 2560      | 129,10     | 19,83    |
| Villahermosa               | 2264      | 363,01     | 6,24     |
| Castellar de Santiago      | 2213      | 95,50      | 23,17    |
| Montiel                    | 1613      | 271,29     | 5,95     |
| Albaladejo                 | 1535      | 48,94      | 31,36    |
| Carrizosa                  | 1491      | 26,04      | 57,26    |
| Villamanrique              | 1432      | 370,00     | 3,87     |
| Cózar                      | 1272      | 64,99      | 19,57    |
| Torre de Juan Abad         | 1267      | 399,73     | 3,17     |
| San Carlos del Valle       | 1224      | 57,88      | 21,15    |
| Alhambra                   | 1145      | 580,25     | 1,97     |
| Terrinches                 | 917       | 55,52      | 16,52    |
| Puebla del Príncipe        | 896       | 33,97      | 26,38    |
| Almedina                   | 714       | 55,90      | 12,77    |
| Santa Cruz de los Cáñamos  | 609       | 17,72      | 34,37    |
| Alcubillas                 | 595       | 47,46      | 12,54    |
| Fuenllana                  | 302       | 59,96      | 5,04     |

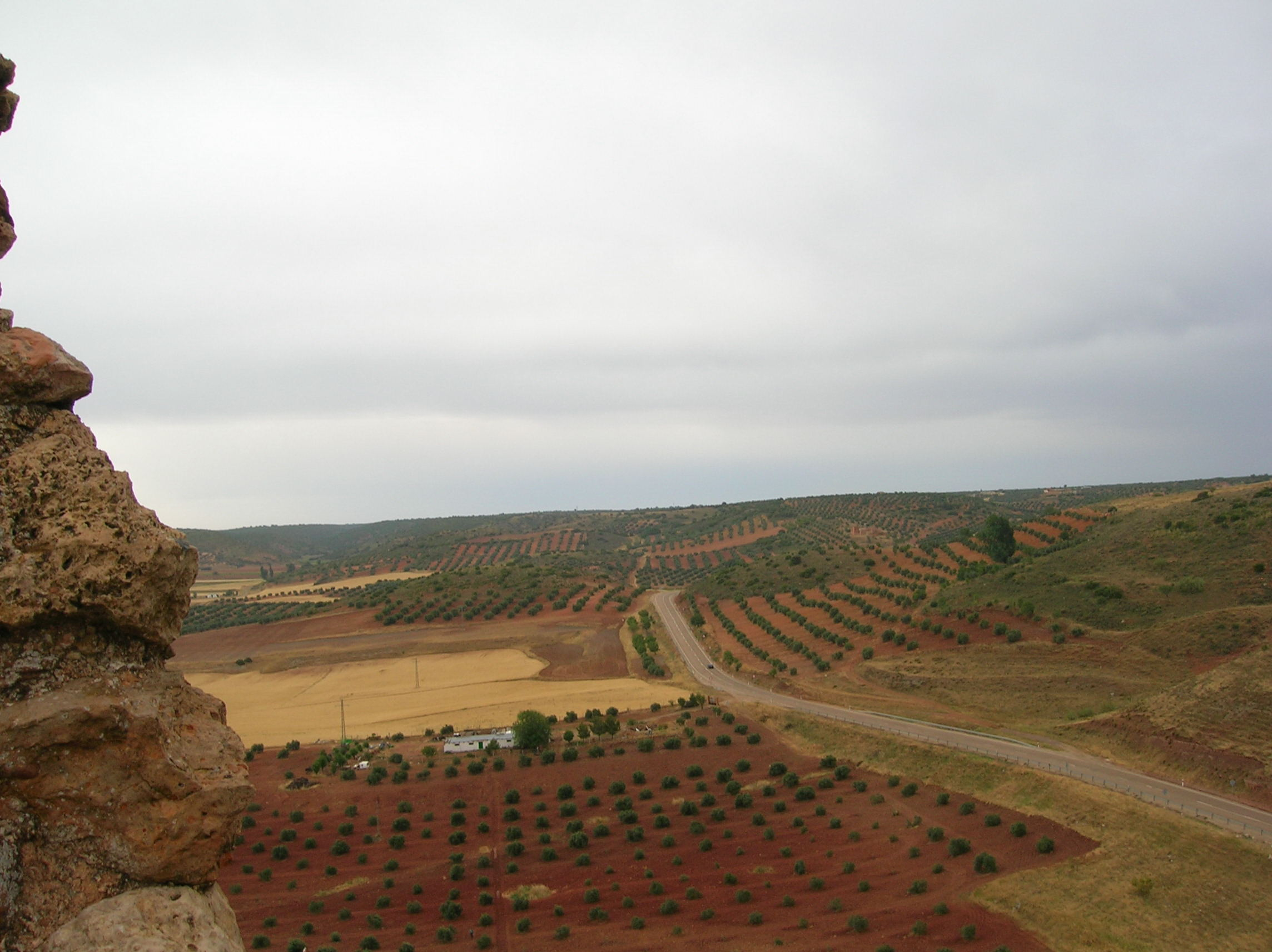
Vistas del Campo de Montiel ciudarrealeño (castillo de Alhambra).

- De la comarca de Montiel según la Diputación de Ciudad Real: Albaladejo, Alcubillas, Alhambra, Almedina, Carrizosa, Castellar de Santiago, Cózar, Fuenllana, Montiel, Puebla del Príncipe, San Carlos del Valle, Santa Cruz de los Cáñamos, Terrinches, Torre de Juan Abad, Villahermosa, Villamanrique, Villanueva de la Fuente y Villanueva de los Infantes.[1]
- Otros municipios del Campo de Montiel histórico ciudadrealeño: Membrilla, Ruidera, La Solana y Torrenueva.[2]
- Otros municipios de la Denominación de Origen Aceite Campo de Montiel (no incluye a Ruidera): Almuradiel, San Lorenzo de Calatrava, Santa Cruz de Mudela, Valdepeñas y Viso del Marqués.[3]